# Вектор помераја
Вектор помераја (енгл. displacement vector; знака {\displaystyle \Delta {\vec {r}}}) јесте разлика између вектора крајњег положаја и вектора почетног положаја материјалне тачке, честице, или тела у простору.
За разлику од вектора помераја који је векторска величина, померај је скаларна величина и представља најкраће растојање између почетног и крајњег положаја материјалне тачке, честице, или тела у простору. Померај је једнак интензитету вектора помераја.

## Дефиниција
Вектор помераја представља промену вектора положаја у времену.
Ако се тело кретало за током временског интервала {\displaystyle \Delta t=\left[t_{1},t_{2}\right]}, вектор помераја је:
{\displaystyle \Delta {\vec {r}}(\Delta t)={\vec {r}}(t_{2})-{\vec {r}}(t_{1})},
где је {\displaystyle {\vec {r}}(t_{2})} вектор положаја у тренутку {\displaystyle t_{2}} и {\displaystyle {\vec {r}}(t_{1})} вектор положаја у тренутку {\displaystyle t_{1}}.
Померај тог тела је:
{\displaystyle \Delta r=|\Delta {\vec {r}}(\Delta t)|}

## Померај и пређени пут
Померај (скаларна величина) је најкраће растојање између почетне и крајње тачке и не зависи од облика путање. За разлику од њега, пређени пут (такође скаларна величина) зависи од облика путање.

### Пример
Тело које је кренуло из места А, стигло у место Б и вратило се назад у место А има пређени пут једнак укупном путу који је прешло, што је два пута растојање између места А и Б. С друге стране, померај тог тела је 0, зато што су и почетни и крајњи положај овог тела тачка А.